# 부동산등기특별조치법
부동산등기특별조치법은 대한민국의 법률이다. 입법 취지는 소유권보존등기가 되어있지 아니하거나, 등기부기재가 실제 권리관계와 일치하지 아니하는 부동산에 대하여 한시적으로 간편한 절차에 의하여 등기를 해줌으로써 진정한 권리자의 소유권을 보호하고, 재산권을 행사할 수 있도록 하는 것이며, 그동안 대한민국에서는 1961년부터 2007년도까지 7회에 걸쳐 ‘부동산등기특별조치법’이 시행되었으며, 국토해양부의 통계에 의하면 가장 최근인 2006~2007년도에는 약114만9천여건에 달하는 토지와 건물이 소유권이전등기를 완료했다.

## 판례
부동산등기특별조치법 제2조 제2항에서 등기하지 아니하고 제3자에게 전매하는 행위를 금지하고 있으나, 이로써 순차 매도한 당사자 사이의 중간생략등기에 관한 합의에 관한 사법상 효력까지 무효로 한다는 취지가 아니다